# Birrefringência de fluxo
Em bioquímica, a birrefringência de fluxo é uma técnica usada para medir constantes de difusão rotacional. A birrefringência de uma solução interposta entre dois cilíndros concêntricos é medida como função da diferença entre a velocidade rotacional entre os cilindros interno e externo. O fluxo tende a orientar uma partícula elipsóide numa determinada direcção, enquanto que a difusão rotacional causa a desorientação da molécula. O equilíbrio entre estes dois processos com função do fluxo providencia uma medida do raio axial da partícula elipsoidal.